# Met de wind mee
Met de wind mee is een reisprogramma van VRT 1, uitgezonden sinds 2024. In het programma rijdt reporter Wouter Deboot per fiets door Europa, waarbij hij door meerdere camera's gefilmd wordt. Hij filmt daarbij ook allerlei toevallige ontmoetingen. 
Elke dag laat hij zich leiden door de windrichting aan het begin van de dag, vandaar de titel van het programma. Hij rijdt ongeveer 100 km per dag.
In seizoen 1 reisde Deboot vanaf zijn woonplaats Drongen door West- en Centraal-Europa en eindigde in Öttömös, Hongarije. In seizoen 2 reisde hij van daar door naar verschillende landen in de Balkan.